# Cadenabbia
Cadenabbia is een dorp in de Italiaanse provincie Como. De plaats telt ongeveer 700 inwoners.
De frazione Cadenabbia is het gedeelte van de gemeente Griante aan het Comomeer. In Cadenabbia bevinden zich villa's en prestigieuze hotels.
Al in de 19e eeuw trok Cadenabbia reizigers en aristocraten: Stendhal liet er een aantal passages uit La Chartreuse de Parme afspelen. De muziekuitgevers van Ricordi bezaten er een huis (Villa Margherita) en hadden er Giuseppe Verdi te gast, die er enkele aria's uit La traviata componeerde. Longfellow wijdde enkele gedichten aan Cadenabbia. Onder de vorsten die in Cadenabbia verbleven bevinden zich koningin Victoria van Engeland, tsaar Nicolaas II van Rusland, keizer Willem II van Duitsland en prins Principe Umberto van Savoye. De Duitse bondskanselier Konrad Adenauer keerde er elk jaar terug.

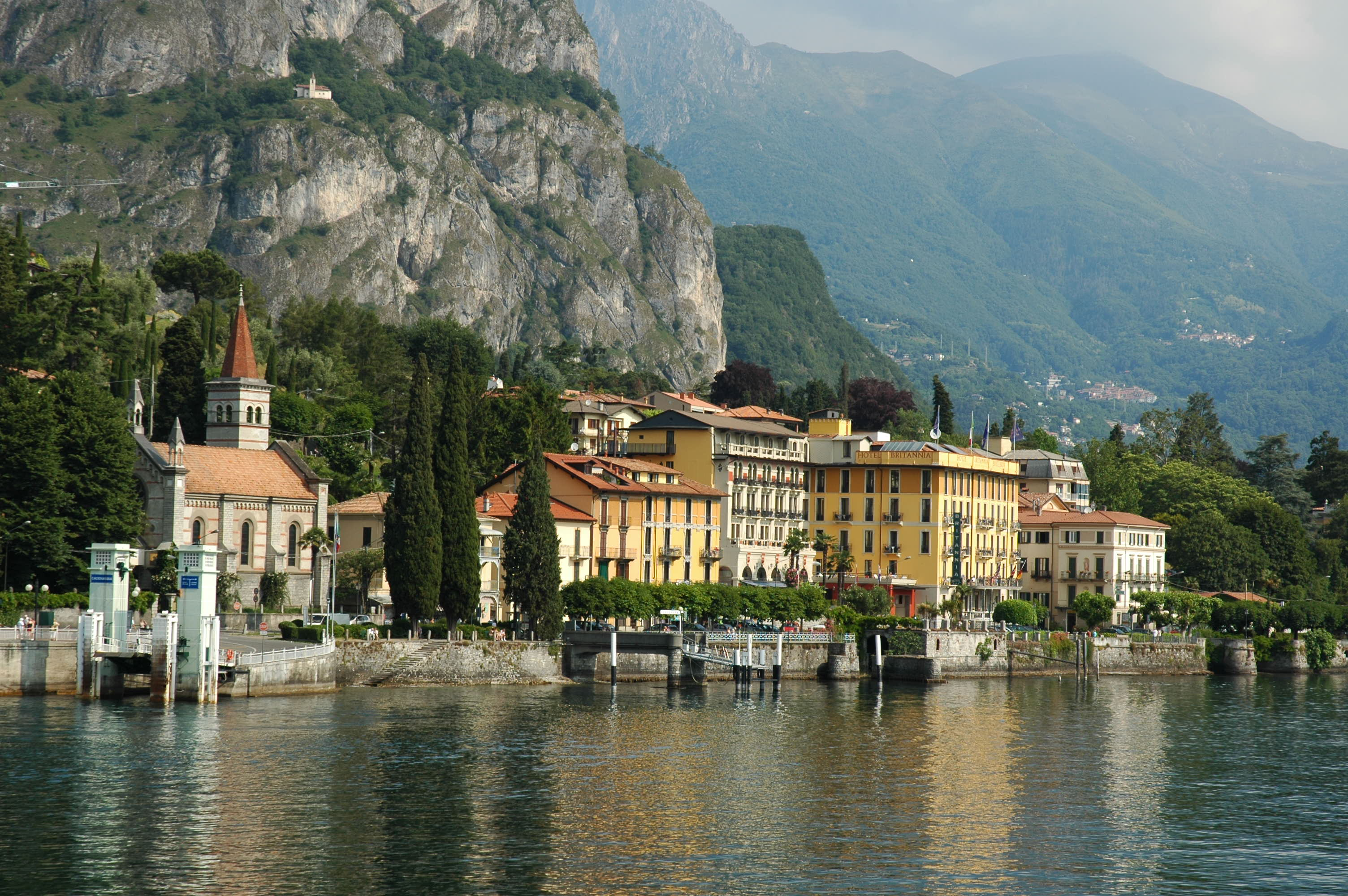
Cadenabbia